# Dermestidae
Famille
Les Dermestidae (dermestidés) sont une famille de petits coléoptères détritiphages. Ils sont caractérisés par des écailles colorées ou sombres qui recouvrent leur corps. Les larves sont très velues et attaquent les denrées stockées (viandes séchées, fourrures, collections d'histoire naturelle, lainage, livres, grains). 
Elle a été décrite par Pierre André Latreille (1762-1833) en 1804.

## Espèces vivant au Québec
Une vingtaine d'espèces de dermestidés vivent au Québec. Ces insectes, dont le nom signifie « mangeurs de peau », sont fréquemment trouvés dans les habitations. Les principaux sont :
- le dermeste du lard (Dermestes lardarius), le dermeste noir, le dermeste des peaux
- l'anthrène des tapis, l'anthrène bigarré des tapis
- l'attagène des tapis
- le trogoderme du grain et Trogoderma angustum Solier, originaire du Chili, qui s'attaque aux collections d'insectes.

## Liste des genres
Selon GBIF (29 mai 2023) :
- Adelaidella Zhou, Slipinski & Liu, 2020
- Adelaidia Blackburn, 1891
- Afrothorictus John & Andreae, 1967
- Amberoderma Háva & Prokop, 2004
- Anthrenocerus Arrow, 1915
- Anthrenus Geoffroy, 1762
- Anthrenus Müller, 1764
- gen. Florilinus lorilinus
- Apphianus Beal, 2005
- Apsectus LeConte, 1854
- Araphonotos Beal & Kadej, 2008
- Attagenini Castelnau, 1840
- Attagenus Latreille, 1802
- Caccoleptoides Herrmann, Hava & Kadej, 2015
- Caccoleptus Sharp, 1902
- Caucastoma Mroczkowski, 1967
- Claviella Kalik, 1987
- Cretoattagenus Háva, 2020
- Cretodermestes Deng et al., 2017
- Cretomegatoma Háva, 2021
- Cretonodes Kirejtshuk & Azar, 2009
- Cryptorhopalum Guérin-Méneville, 1838
- Ctesias Stephens, 1830
- Dearthrus LeConte, 1861
- Derbyana Lawrence & Slipinski, 2005
- Dermalius Hava, 2001
- Dermeanthrenus Hava, 2008
- Dermestes
- Eckfeldattagenus Háva & Wappler, 2014
- Egidyella Reitter, 1899
- Evorinea Beal, 1961
- Globicornis Latreille, 1829
- Globicornus Berthold, 1827
- Hemirhopalum Sharp, 1902
- Hexanodes Blair, 1941
- Hirtomegatoma Pic, 1931
- Homodontus Bezark, Botero & Santos-Silva, 2022
- Jiriella Kitano, 2013
- Katkaenus Hava, 2006
- Labrocerus Sharp, 1885
- Liberorphinus Háva, 2021
- Macrothorictus John & Andreae, 1967
- Mariouta Pic, 1899
- Megatoma Herbst, 1792
- Metatoma
- Miocryptorhopalum Pierce, 1960
- Myrmeanthrenus Armstrong, 1945
- Neoanthrenus Armstrong, 1941
- Novelsis Casey, 1900
- Oisenodes Kirejtshuk, Háva & Nel, 2010
- Orbeola Mulsant & Rey, 1867
- Orphilodes Lawrence & Ślipiński, 2005
- Orphilus Erichson, 1846
- Orphinus Motschoulsky, 1858
- Papuderma Háva, 2021
- Paradermestes Deng et al., 2017
- Paratrogoderma Scott, 1926
- Pecticaccoleptus Háva, 2004
- Phradonoma Jacquelin du Val, 1859
- Ranolus Boden Kloss, 1929
- Reesa Beal, 1967
- Reeveana Tillyard, 1923
- Rhopalosilpha Arrow, 1929
- Sefrania Pic, 1899
- Socotracornis Háva, 2013
- Sodaliatoma Háva, 2013
- Thaumaglossa Redtenbacher, 1867
- Thorictodes Reitter, 1875
- Thorictus Germar, 1842
- Thylodrias Motschulsky, 1839
- Trichelodes Carter, 1935
- Trichodrias Lawrence & Slipinski, 2005
- Trichodryas Lawrence & Slipinski, 2005
- Trinodes Dejean, 1821
- Trinoparvus Háva, 2004
- Trogoderma Berthold, 1827
- Trogoderma Dejean, 1821
- Trogoparvus Hava, 2001
- Tryoniopsis Dunstan, 1923
- Tryoniopsis Tillyard, 1923
- Tuberphradonoma Háva, 2021
- Turcicornis Hava, 2000
- Valdesetosum Háva, 2014
- Volvicornis Hava & Kalik, 2004
- Zahradnikia Háva, 2013
- Zhantievus Beal, 1992

## Liste des sous-familles
Selon ITIS (31 août 2014) :
- Anthreninae
- Dermestinae Latreille, 1804
- Marioutinae Jacobson, 1913
- Megatominae Leach, 1815
- Orphilinae LeConte, 1861